# 埃米爾·馬諾夫
埃米爾·馬諾夫（1918年7月29日—1982年8月30日）是保加利亞索菲亞出生的科幻小說家和劇作家。
1937年畢業於索菲亞第一男子高中（今索菲亞古典文理中學），1941年畢業於索菲亞大學法學系。是保加利亞工人青年聯盟和保加利亞全國學生聯合會的成員，熱衷於組織内的文化出版工作。第二次世界大戰期間參加到保加利亞共產黨領導的游擊戰，被拘捕并且判決無期徒刑。1944年9月9日獲釋後成爲一名軍官，獲得上校軍銜。1952至1954年期間任科學，藝術和文化委員會副會長。1955至1958年期間任作家出版社的副編。1958至1966年任雜志主編，1967至1968年期間任保加利亞作家協會副主席。創作的一些小説改編成電影，也有單獨創作影視劇本。

## 影視作品原作者
- (1961)
- (1962)（改編自同名小説）
- (1965)
- (1967)
- (1972)
- (1979)